# Una volta non basta
Una volta non basta (Jacqueline Susann's Once Is Not Enough) è un film del 1975 diretto da Guy Green.
È uno dei primi film hollywoodiani a contenere scene di effusioni saffiche.

## Trama
Mike Wayne, maturo produttore cinematografico di successo, accoglie a New York la figlia January, reduce da un costoso collegio svizzero nonché da una serie di operazioni dovute ai traumi per un incidente automobilistico. La ragazza è attaccata al padre in modo morboso. Rimane scossa quando trova in casa Deidre Granger, miliardaria pluridivorziata sposatasi con Mike per continuare ad assicurarsi una facciata rispettabile (la donna ha infatti un'amante, l'attrice Karla); lo stesso Mike, del resto, ha contratto il matrimonio principalmente per risanare le proprie finanze.
January, perplessa e mal consigliata dalla sua amica Linda, dona la sua verginità a David, play-boy messole alle costole dal padre e dalla matrigna: quindi si innamora perdutamente di Tom, uno scrittore dalle caratteristiche molto simili a quelle del padre. Disperata per l'abbandono di Tom che rifiuta l'ambigua figura del "sostituto", January si ritrova all'improvviso privata del padre e della madre adottiva a causa di un incidente aereo, ereditando però tre milioni di dollari.

## Riconoscimenti
- Golden Globe 1976
  - Miglior attrice non protagonista (Brenda Vaccaro)